# Katína Papá
Katína Papá (en grec moderne : Κατίνα Παπά, 1900-1959) est une écrivaine grecque.

## Biographie
Elle naît en 1900 à Janicat (en), alors dans l'Empire ottoman et désormais dans le district de Sarandë en Albanie. Elle y passe une partie de son enfance. Son père, Geórgios Papás, est enseignant. Elle fait sa scolarité à l'Arsákeio et au Gymnase de Corfou. Elle obtient son diplôme avec mention et reçoit le prix honorifique Douglas. En 1915, elle s'inscrit à la faculté de philosophie de l'université d'Athènes. En 1919, après avoir obtenu son diplôme, elle est nommée professeure à Corfou. C'est là, avec Iríni Dendrinoú et le Club littéraire, qu'elles publient l'Anthologie de Corfou (Κερκυραϊκή Ανθολογία), à laquelle ont collaboré des écrivains et poètes de renom, dont Grigórios Xenópoulos et Dimítrios Kamboúroglou.
Plus tard, à Athènes, elle étudie pendant deux ans à l'Académie pédagogique nouvellement fondée, sous la tutelle d'Aléxandros Delmoúzos (el), Dimítris Glinós (el) et Manólis Triandaphyllídis (el). En 1930, elle reçoit une bourse d'État et étudie la pédagogie thérapeutique à l'université de Vienne, à l'université de Munich et à l'université de Berlin. À Zeming, en Autriche, elle suit les cours du célèbre fondateur de la psychologie individuelle Alfred Adler. 
Après son retour à Athènes, elle travaille comme enseignante dans un lycée de filles, où elle applique avec succès la pédagogie thérapeutique pour la première fois en Grèce.
Dans le domaine littéraire, elle se fait remarquer en 1935, avec le recueil de nouvelles Στη συκαμιά από κάτω (Dans la cage par en-dessous), qui est récompensé par l'Académie d'Athènes. Son deuxième recueil s'intitule Αν άλλαζαν όλα (Si tout changeait). Ce livre reçoit également des avis favorables de la part des critiques. « Vraiment, je vous envie », lui écrit Níkos Kazantzákis, « Quelle vivacité, quelle sensibilité et quelle grâce, quelle identification du but et de la réalisation ! »
L'année de la mort de Katína Papá, en 1959, son roman autobiographique Σ’ ένα γυμνάσιο θηλέων (Dans un lycée de filles) est publié. Le reste de ses œuvres, la pièce Ξένος (Xénos), ses poèmes, ainsi que les multiples éditions de ses livres, sont repris et réalisés en 1963 par sa sœur, la peintre Aglaḯa Papá. 